# IC 4687
IC 4687 ist eine Spiralgalaxie vom Hubble-Typ SABb im Sternbild Pfau am Südsternhimmel. Sie ist rund 229 Millionen Lichtjahre von der Milchstraße entfernt und hat einen Durchmesser von etwa 70.000 Lichtjahren, einschließlich des erweiterten nördlichen Ausläufers etwa 100.000 Lj.

IC 4687 bildet zusammen mit IC 4686 und IC 4689 ein wechselwirkendes Galaxientrio. 
Die Galaxie IC 4687 wurde am 1. August 1904 von dem US-amerikanischen Astronomen Royal Harwood Frost entdeckt.